# 炒り卵

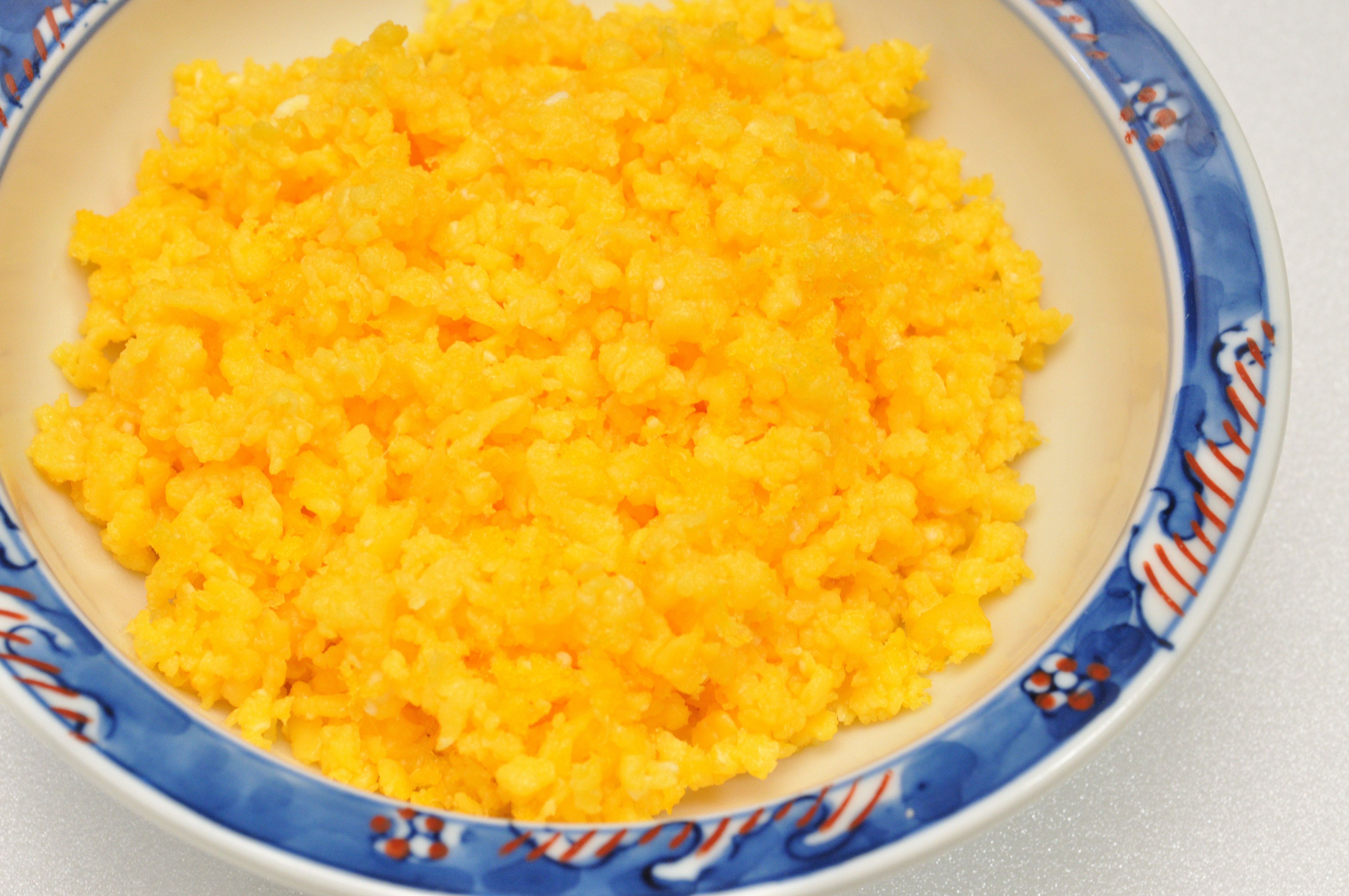
炒り卵の参考画像

炒り卵（いりたまご）は、鶏卵を割って塩・砂糖・みりんなどの調味料を加えた液をフライパンなどの調理器具を使用して、箸などで崩しながら炒めた料理。
ご飯に彩りとして振りかけたりまぶして使用する事が多く、お握り・ふりかけや五目寿司・チャーハンなどに使用される。シラスやサクラエビ、ホウレンソウなどと炒め合わせる場合もある。
そぼろ料理における、黄色を担う。（そぼろ丼など）

## 類似料理と相違点
炒り卵
卵の水分を飛ばしながら手早く炒りあげ、パラパラとしたそぼろ状に仕上げる。食用油を使わないレシピもある。
スクランブルエッグ
溶き卵に牛乳や生クリームなどの乳製品を加え、バターで炒める。ざっくり大きく混ぜ合わせ、卵の水分を残して、半熟に仕上げる。